# Maardu Linnameeskond
Maillots
Dernière mise à jour : 11 mars 2019.
Maardu Linnameeskond est un club estonien de football basé à Maardu. Le club a été fondé en 1997.

## Historique
Le club, fondé en 1997, remporte en 2017 l'Esiliga, mais refuse l'accession en première division, ne pensant pas avoir atteint la maturité économique pour évoluer dans l'élite. Le Maardu Linnameeskond est à nouveau champion de deuxième division en 2018, et joue la saison 2019 en première division estonienne. Relégué, le club remporte à nouveau l'Esiliga en 2021 mais ne monte pas en première division ; le club retire son équipe professionnelle à cause d'un manque de financement et de sponsor.

## Palmarès
- Championnat d'Estonie de deuxième division :
  - Champion : 2017, 2018 et 2021
- Championnat d'Estonie de troisième division
  - Champion : 2015
- Championnat d'Estonie de quatrième division
  - Champion : 2013